# 北鹞
，是鹰形目鹰科的一种鸟类。

## 特征
北鹞体重约392.98克，翼长约360.9毫米，嘴峰长约31.1毫米，喙宽度约10.1毫米，喙厚度约13.2毫米，跗蹠长约82毫米，尾长约212.9毫米。北鹞是候鸟，其栖息在开放的草原环境中，食性为肉食性，主要食物来源是陆生脊椎动物。

## 分布
广泛分布于北美洲；冬季越冬于南美洲北部。